# Linnestad
Linnestad este o localitate din comuna Re, provincia Vestfold, Norvegia, cu o suprafață de 0,31 km² și o populație de 316 locuitori (2013).